# IC 1644
IC 1644 је емисиона маглина у сазвјежђу Тукан која се налази на листи објеката дубоког неба у Индекс каталогу.
Деклинација објекта је - 73° 11' 44" а ректасцензија 1h 9m 12,0s. IC 1644 је још познат и под ознакама ESO 29-EN35.